# Des Arc (Missouri)
Pour les articles homonymes, voir Des Arc.
Des Arc est un village du comté d'Iron, dans le Missouri, aux États-Unis,. Situé au sud du comté, il est fondé en 1871 et incorporé en 1890.

## Démographie
Lors du recensement de 2010, le village comptait une population de 177 habitants. Elle est estimée, en 2016, à 164 habitants.

## Source de la traduction
- (en) Cet article est partiellement ou en totalité issu de l’article de Wikipédia en anglais intitulé « Des Arc, Missouri » (voir la liste des auteurs).